# 11069 Bellqvist
11069 Bellqvist este un asteroid din centura principală de asteroizi.

## Descriere
11069 Bellqvist este un asteroid din centura principală de asteroizi. A fost descoperit pe 1 martie 1992 la Observatorul La Silla în cadrul programului UESAC. Asteroidul prezintă o orbită caracterizată de o semiaxă mare de 3,04 ua, o excentricitate de 0,08 și o înclinație de 9,7° în raport cu ecliptica.